# Alloecentrellodes obliquus
Alloecentrellodes obliquus is een schietmot uit de
familie Helicophidae. De soort komt voor in het Neotropisch gebied.